# Miquel Bernades i Claris
Miquel Bernades i Claris (Puigcerdà, 1750 - Madrid, 1801) fou un metge i botànic.
Fill del metge i botànic Miquel Bernades i Mainader, fou doctor en medicina per la Universitat de Montpeller. Fou deixeble de Gouan, heretà els coneixements i manuscrits del seu pare i arribà a ser segon catedràtic del Jardí Botànic de Madrid el 1793, succeint Antoni Palau i Verdera. Estudià la flora del País Valencià i de Múrcia. Heretà i continuà l'obra Specimen Florae Hispanicae que havia començat el seu pare, ocupant-se d'augmentar-lo i millorar-lo, tot i que també el deixà inacabat. Desenvolupà una intensa activitat com a metge, lligada també a la docència.
El gènere Clarisia és un gènere botànic de plantes amb flors que pertany a la família de les Moraceae, descrit pels botànics Hipólito Ruiz López i José Antonio Pavón, qui batejaren aquestes plantes amb aquest nom en honor de Miquel Bernades i Claris.
El gènere Clarisia volubilis Abat és una planta descrita pel botànic Pere Abat i Mestre el 1792, qui la batejà també amb aquest nom en honor de Miquel Bernades i Claris.